# Stephen Geoffreys
Stephen Geoffrey Miller (Cincinnati, Ohio, EUA, 22 de novembro de 1964), mais conhecido como Stephen Geoffreys, é um ator estadunidense.

## Biografia

### Início no teatro e premiação
Começou sua carreira no teatro em 1984 tendo sido indicado ao prêmio Tony pela sua performance em uma peça baseada na obra A Comédia Humana. Por esse mesmo papel venceu o prêmio de melhor ator no Theatre World Award, também em 1984.

### Primeiros filmes
Fez sua estréia no cinema em 1985 com o filme Somos todos católicos e logo em seguida fez Quando a turma sai de férias. 

### A Hora do Espantoe sucesso
Nesse mesmo ano realizou o filme pelo qual ficou famoso e recebeu vários elogios pelo seu personagem "Evil" Ed Thompson,A Hora do Espanto, um grande sucesso e ícone dos anos 80. Em 1986, atuou no elogiado Caminhos Violentos com Sean Penn. Participou também do debut do ator  Robert Englund (o Freddy Krueger da cinesérie A Hora do Pesadelo) na direção em  Força Demoníaca, em 1989. Nessa mesma época ainda participou de vários episódios de séries de TV como Além da Imaginação.

### A fase pornô
Na década de 1990, Geoffreys fez vários filmes pornôs gays sob o nome de Sam Ritter, geralmente atuando na posição de passivo. Ele também usou o pseudônimo Stephan Bordeaux. Até hoje não se sabe ao certo o porquê dessa virada na carreira, mas, ainda assim, Geoffreys realizou os filmes Estação 44 - O Refúgio dos Exterminadores, de Roland Emmerich (1990), Wild Blade (1991), Famous Again (1998) e também fez algumas peças de teatro quando retornou ao pornô.

### A volta
A volta ao cinema convencional se deu em 2007, com o filme de horror independente Sick Girl no qual está calvo e com um aparência abatida em pouco lembrando seu personagem d' A Hora do Espanto. Depois ainda realizou os filmes de horror New Terminal Hotel e The Diary of Randy Rose, em 2009; Emerging Past, em 2010; Mr. Hush, em 2010; Bite Marks, em 2011; Do Not Disturb, em 2013; Lazarus, em 2014.

## Filmografia
- 2014 - Lazarus
- 2013 - Do Not Disturb
- 2011 - Bite Marks
- 2010 - Mr. Hush
- 2010 - Emerging Past
- 2009 - The Diary of Randy Rose
- 2009 - New Terminal Hotel
- 2007 - Sick Girl
- 1998 - Famous Again
- 1996 - Hunk Hotel (Updyke)
- 1996 - Hell's Paradox (Rabbit)
- 1991 - Wild Blade (Colt)
- 1990 - Estação 44 - O Refúgio dos Exterminadores (Cookie)
- 1989 - Força Demoníaca (Hoax)
- 1988 - Cadeira Elétrica (Roach)
- 1986 - Caminhos Violentos (Aggie)
- 1985 - A Hora do Espanto (Evil' Ed Thompson)
- 1985 - Quando a turma sai de férias (Wendell Tvedt)
- 1985 - Somos todos católicos (Williams)

## Filmografia pornô parcial
- 2002 - Seamen Training Day (Stephan Bordeaux)
- 1998 - Quick Study: Sex Ed 1 (Sam Ritter)
- 1998 - Guys Who Crave Big Cocks (Sam Ritter)
- 1998 - Halfway House Hunks (Sam Ritter)
- 1998 - Gay Men in Uniform (Sam Ritter)
- 1998 - Private Temptations (Sam Ritter)
- 1997 - Black Men, White Men[8] (Sam Ritter)
- 1997 - Cock Pit (Sam Ritter)
- 1997 - Butt Blazer (Sam Ritter)
- 1997 - Leather Virgin (Sam Ritter)
- 1997 - Leather Intrusion Case 2: The Spider's Kiss (Sam Ritter)
- 1997 - Manhunt (Sam Ritter)
- 1997 - Buff and Gay (Sam Ritter)
- 1997 - Uncut Glory (Sam Ritter)
- 1997 - Motel Sex (Sam Ritter)
- 1997 - Leather Intrusion Case 4: Down to the Wire (Sam Ritter)
- 1997 - Leather Buddies (Sam Ritter)
- 1997 - The Big Screw Up (Sam Ritter)
- 1997 - Transexual Prostitutes 2[8] (Sam Ritter)
- 1996 - Leather After Midnight[8] (Sam Ritter)
- 1996 - Latin Crotch Rockets (Sam Ritter)
- 1996 - Just 18 and Gay (Sam Ritter)
- 1995 - Mechanics by Day, Lube Job by Night[8] (Sam Ritter)
- 1995 - Virtual Stud (Sam Ritter)
- 1994 - Sex on the Beach[8] (Sam Ritter)

## Prêmios e indicações

### Prêmios

#### Teatro
- Theatre World Award: 1984 - melhor ator (A Comédia Humana)

### Indicações

#### Teatro
- Tony Award: 1984 - melhor ator (A Comédia Humana)